# The Famous Grouse

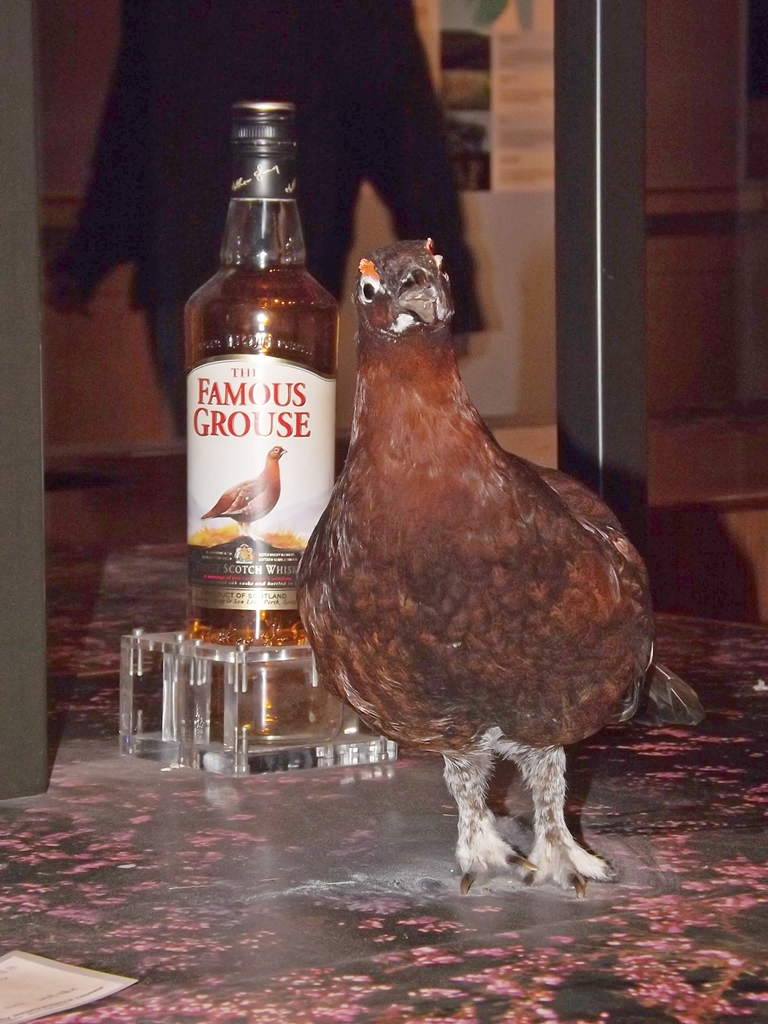
Grouse en Famous Grouse

The Famous Grouse is een Schots whiskymerk. Het wordt gemaakt door The Edrington Group die ook andere merken whisky maakt. In 1860 begon William Gloag, de toenmalige eigenaar, met het distilleren van whisky. In 1896 werd het bedrijf overgenomen door zijn zoon Matthew. Die begon in 1897 met het brouwen van de whisky die nu bekendstaat als The Famous Grouse.

## Geschiedenis
The Famous Grouse is ontstaan aan het einde van de 19e eeuw in Perth. Matthew Gloag werkte in zijn familiebedrijf waar groenten en wijn verkocht werden. Er bleek vraag te zijn naar goedkope blended whisky en hij zag daar handel in. Zodoende ontstond het merk Grouse, genoemd naar het Schots sneeuwhoen. De eerste fles Famous Grouse werd in 1896 geproduceerd. De dochter van Matthew, Philippa Gloag, ontwierp het logo; een tekening van een Schots sneeuwhoen.
In eerste instantie heette de whisky: "The Grouse Brand", maar na een paar jaar werd deze blend zo  populair dat de aanprijzing "Famous" eraan toe werd gevoegd en zo ontstond de naam The Famous Grouse. In 1971 werd deze blend overgenomen door Highland Distillers, het zusterbedrijf Robertson & Baxters leverde al heel lang de single malt whisky's voor deze blend. In 1979 verkocht The Famous Grouse ruim 1 miljoen flessen en een jaar later in 1980 was het Schotland’s best verkochte blended whisky.
Gloag was selectief bij het maken van de blend, hij gebruikte whisky's die al jarenlang in eiken vaten gerust hadden. Na het blenden werd de whisky nog zes maanden extra op vaten gelegd, zodat er een zachtere smaak ontstond, zachter dan van de meeste andere blends. Dit proces van blenden wordt ook wel "marriage" genoemd, ofwel het samensmelten van verschillende whisky's tot een bepaalde blend.